# Trochosa kalukanai
Espèce
Synonymes
- Lycosa kalukanai Simon, 1900

Trochosa kalukanai est une espèce d'araignées aranéomorphes de la famille des Lycosidae.

## Distribution
Cette espèce est endémique de Kauai à Hawaï,.

## Description
La femelle holotype mesure 15 mm.

## Publication originale
- Simon, 1900 : Arachnida. Fauna Hawaiiensis, or the zoology of the Sandwich Isles: being results of the explorations instituted by the Royal Society of London promoting natural knowledge and the British Association for the Advancement of Science. London, vol. 2, p. 443-519 (texte intégral).